# Una estación de paso
Una estación de paso és una pel·lícula espanyola de drama costumista del 1992 dirigida per Gracia Querejeta, amb un guió coescrit per ella amb el seu pare Elías Querejeta i un repartiment internacional. Va ser la seva opera prima.

## Sinopsi
Antonio puja a la teulada per netejar la xemeneia de la casa de vacances de la seva família en un poble als enfores de Madrid, com sempre fa al final de cada estiu. Des de dalt observa que també han començar a reparar una de les cases, habitada fa deu anys per un individu conegut com "el nazi", però que actualment tothom coneix com la casa misteriosa. Amb l'arribada de la tardor, Antonio observará per les finestres i descobrirà els seus traumes infantils tot plantejant-se la seva crisi existencial per tal de descobrir que va passar realment.

## Repartiment
- Joaquim de Almeida
- Santiago Alonso
- Bibi Andersson
- Omero Antonutti
- Carlos Arias
- Luis Crespo
- Ana Duato

## Premis
- 37a Setmana Internacional de Cinema de Valladolid: Premi del Públic.[4][5]